# Elchockvapen

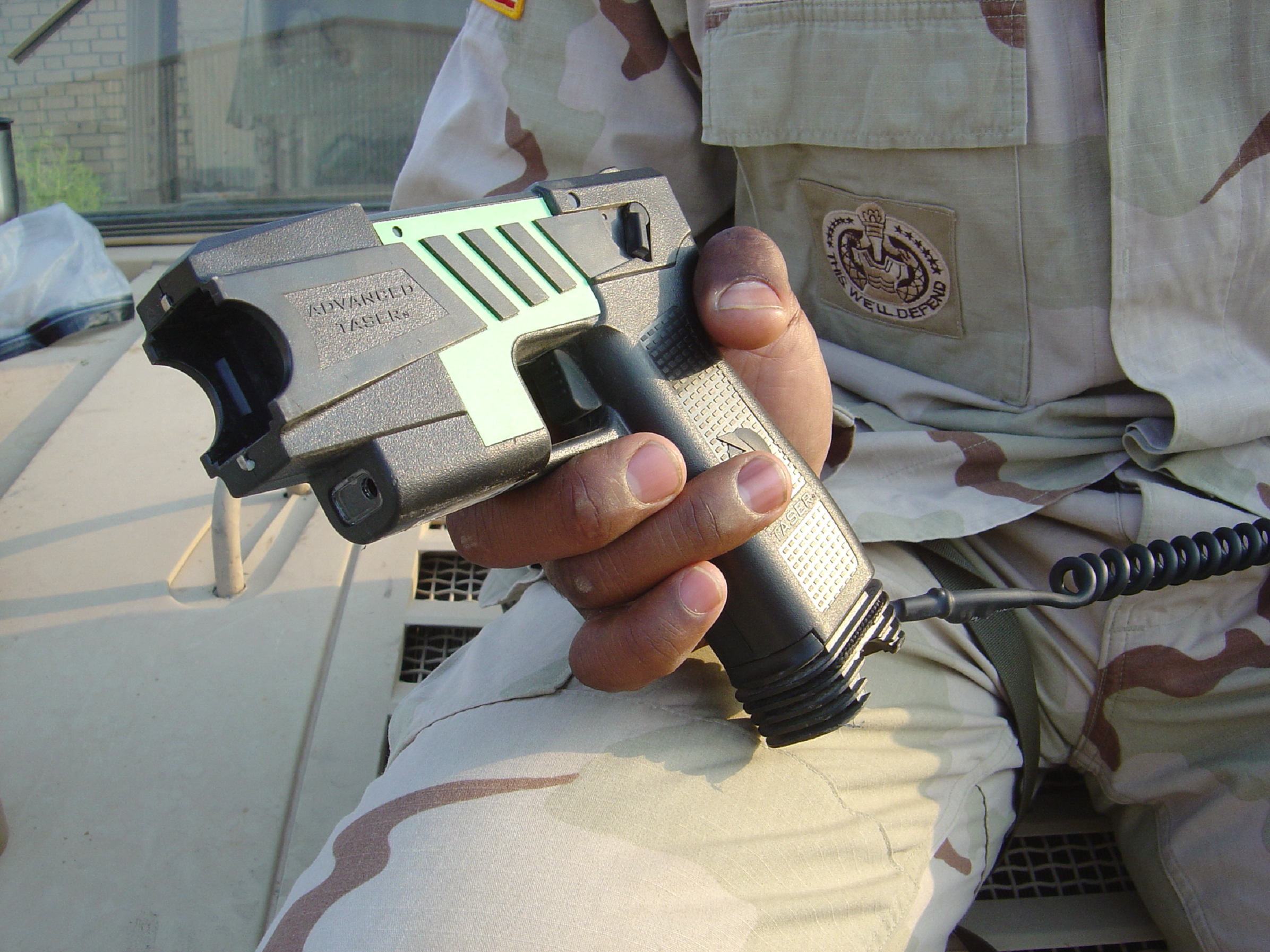
Elchockpistol.

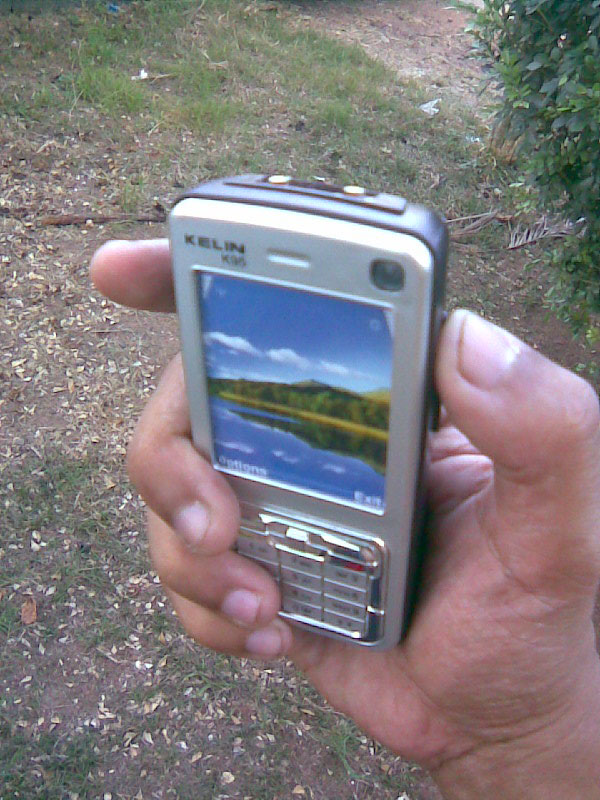
Elchockpistol gjord att likna en mobiltelefon.

Elchockvapen är en typ av mindre dödliga vapen som skickar en elektrisk stöt genom den träffade – endera genom att vapnet trycks mot en person eller genom att avlossa projektiler som är trådförbundna med skjutanordningen eller har ett eget batteri. Elchockvapen som måste tryckas mot en person kallas för stun guns. Det finns även elbälten och elchockbatonger som fungerar enligt samma princip som stun guns.
Projektilskjutande elchocksvapen kallas ofta för elpistoler eller "tasers" efter det amerikanska företaget TASER International, Inc. (tidigare Tasertron) vilket var det första att lansera en fungerande produkt av denna typ. TASER är en akronym för Thomas A. Swift's Electric Rifle, ett uttryck som kommer från sciencefictionbokserien om Tom Swift från tidigt 1900-tal.
En viktig skillnad mellan stun guns och TASER:s produkter är att en stun gun endast verkar genom att åsamka smärta medan en elpistol berövar den träffade kontrollen över den ytliga skelettmuskulaturen mellan elpistolens träffpunkter.
Den första varianten av tasers som lanserades år 1974 var krutdrivna och hade en begränsad verkan. På 1990-talet startade två bröder företaget TASER International som år 1999 började sälja sin modell M26 med effekten 26 Watt och spänningen 50 kV för att några år senare följa upp med modellen X26 med lägre effekt och en ström på 2,1 mA. TASER X2, vilken kan laddas med två patroner, samt TASER X26P (en uppdaterad version av TASER X26), har en strömstyrka på 1,3 mA.
När man träffas av en TASER pulserar strömmen mellan de två penetrerande pilarna i ungefär fem sekunder. Spänningspulsen skjuts iväg från två tunna trådar på vapendelen, vilka genererats genom matning från batterier i pistolens handtag. När en patron avlossas så sprids mellan 30 och 40 konfetti på platsen med den aktuella patronens tillverkningsnummer för att olika användare av pistolen inte skall kunna skylla på varandra. Dessutom finns allt användande loggat i pistolen.

## Användning

### Sverige
I Sverige lyder elpistoler under vapenlagen och olaga innehav innebär att innehavaren gör sig skyldig till vapenbrott.
Inom den svenska polisen uttrycks det ibland önskemål om att elpistolen ska ingå i polisens utrustning, ett krav som ofta framförts av polisförbundets ordförande Jan Karlsen.
Enligt Rikspolisstyrelsen är det inte aktuellt att införa elpistoler i Sverige sedan polisens etiska råd 2005 avfärdade förslaget, men detta kommer att ändras 2018-2019. Ett argument som lyfts fram är att amerikansk forskning visar att dödsskjutningar inte minskar trots användning av elpistol, utan att användningen istället leder till att polisen använder våld istället för att förhandla. Svenska polisen genomför sedan 1 januari 2018 försök med elchockvapen under en två års period och under försöksperioden utbildas ungefär 700 poliser.

## Mindre dödliga vapen
Elpistol - likaväl som batong, pepparsprej, tårgas, "beanbags" etcetera - hänförs till vad som numera benämns mindre dödliga vapen. Tidigare benämndes det som "icke dödliga vapen" eller "non lethal". Men då det vid olika tillfällen, framförallt i USA, hänt att "icke dödliga vapensystem" orsakat dödsfall väljer man nu att kalla det för mindre dödliga vapen.
Elchockpistolen som inte primärt orsakar smärta ger musklerna samma typ av signaler som hjärnan själv använder för att kontrollera musklerna och sätter denna förmåga ur spel. Därmed har det ingen betydelse om vederbörande är drogpåverkad eller ej, vederbörande blir i regel tillfälligt utslagen i alla fall. Upplevelsen av smärta är ofta stor, och intensifieras ju mer vederbörande spänner sig. Pilarna behöver inte vidröra kroppen för att verka; spänningen är så hög att strömmen kan slå igenom upp till 50 mm tyg. Likaså färdas pilarna med en hastighet som motsvarar ett luftvapen, varför de kan penetrera de flesta normala plagg.

## Stinger
Det fanns tidigare en annan amerikansk aktör på marknaden, Stinger, men de har tvingats lägga ned verksamheten efter att de dömts för patentbrott mot TASER.